# Castillo de Hever

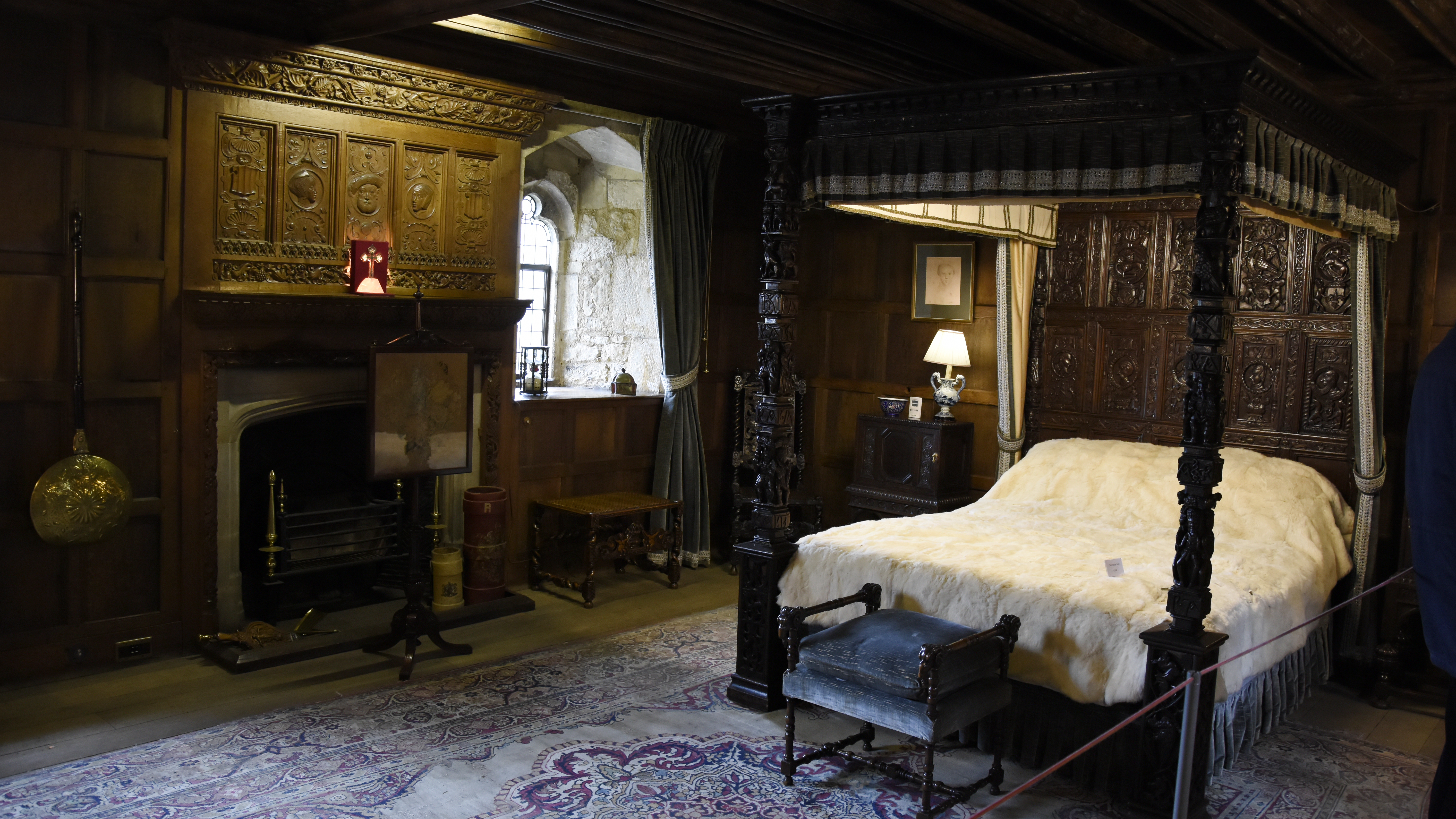
El dormitorio del Rey Enrique VIII en el castillo de Hever.

El castillo de Hever ( pronunciado  /ˈhiːvər/ HEE -vər ) está ubicado en el pueblo de Hever, Kent, cerca de Edenbridge, a 48 km (30 millas) al sureste de Londres, Inglaterra. Comenzó como una casa de campo, construida en el siglo XIII. De 1462 a 1539, fue la sede de la familia Bolena (originalmente 'Bullen').
Ana Bolena, la segunda reina consorte del rey Enrique VIII de Inglaterra, pasó su primera juventud allí después de que su padre, Tomás Bolena, lo heredara en 1505. El castillo pasó a él tras la muerte de su padre, Sir William Boleyn. Más tarde pasó a manos de la cuarta esposa del rey Enrique VIII, Ana de Cleves. El castillo ahora está abierto al público como atracción turística.

## Historia
Ha habido tres períodos principales en la construcción de este castillo histórico. La parte más antigua del castillo data de 1270 y consistía en la puerta de entrada y una mota castral amurallada. Entonces era propiedad de James Fiennes, primer barón Saye y Sele. El segundo período fue cuando el castillo, que requería de varias reparaciones, fue convertido en una casa solariega en 1462 por Geoffrey Bolena, hermano menor de Thomas Bolena, maestro del Colegio Gonville and Caius en la Universidad de Cambridge. Agregó una vivienda Tudor dentro de las paredes. El tercer período de reparación y renovación fue en el siglo XX, cuando fue adquirido por el político y magnate norteamericano William Waldorf Astor.
El nieto de Geoffrey Bolena, Tomás Bolena, heredó el castillo en 1505. Vivió allí con su esposa Lady Elizabeth Howard y sus hijos George, Mary y Anne (la futura esposa de Enrique VIII ). No se sabe si Ana nació en Hever (no se sabe con certeza el año de su nacimiento), pero vivió allí hasta que fue enviada a los Países Bajos en 1513 para recibir una educación en la corte de la Archiduquesa Margarita de Austria. Enrique VIII solía utilizar el cercano castillo de Bolebroke para llevar a cabo su cortejo con Ana.
La propiedad pasó a manos de Enrique VIII después de la muerte del padre de Ana, Tomás Bolena, en 1539. Se lo otorgó a Ana de Cleves en 1540 como parte del acuerdo tras la anulación de su matrimonio. El castillo de Hever todavía tiene uno de los "candados privados" de Enrique VIII, que se llevó consigo en sus diversas visitas a las casas de los nobles y se colocó en cada puerta para su seguridad.

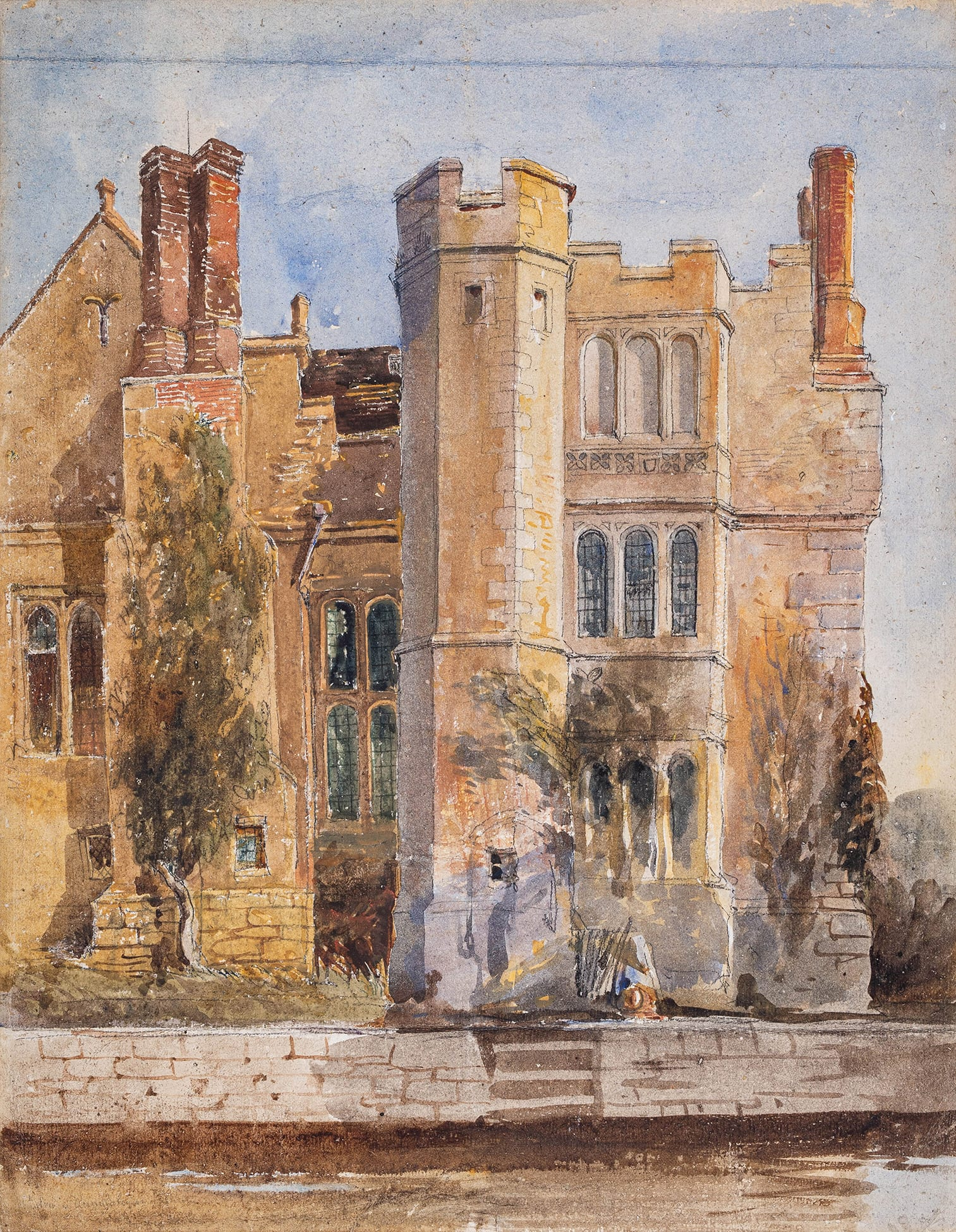
Castillo de Hever desde el foso, alrededor de 1850, por David Cox Jr.

Posteriormente, la propiedad pasó por varios propietarios, incluida la familia Waldegrave desde 1557 hasta 1715, la familia Humfreys hasta 1749 y la familia Meade-Waldo desde 1749 hasta 1903. Durante este último período de propiedad, el castillo cayó en mal estado, tiempo durante el cual fue arrendado a varios inquilinos privados.
En 1903, fue adquirida y restaurada por el millonario estadounidense William Waldorf Astor, quien la utilizó como residencia familiar. Agregó el Jardín Italiano para exhibir su colección de estatuas y ornamentos. En 1983, la familia Astor vendió el castillo a Broadland Properties Limited, que está a cargo de la familia Guthrie.
El castillo se utilizó como ubicación para un video musical de Libera en 2006. La Logia en el lago se utilizó como lugar para una conferencia de paz en la comedia dramática The Great .

## Atracciones para turistas
El castillo de Hever es ahora una atracción turística, gracias a sus vínculos con Ana Bolena y Enrique VIII, a sus laberintos, jardines y lagos. Hay un programa anual de eventos con una variedad de eventos, que incluyen torneos de justas y exhibiciones de tiro con arco en los meses de verano y una exhibición anual de patchwork y acolchado en septiembre. El castillo también se ha convertido en sede de un triatlón.
El castillo ofrece tres pisos que contienen muebles antiguos, libros de oraciones de Ana Bolena, instrumentos de tortura y una gran colección de pinturas de Tudor. También hay un museo sobre la organización militar de "Kent y los Francotiradores de Yeomanry".
Dentro de los muros de piedra de la fortificación aún se pueden ver los restos de la madera original de la casa de campo, mientras que la puerta de entrada es la única parte original del castillo.Tiene el portcullis (puerta corrediza) original más antiguo de Inglaterra aún en funcionamiento .
En el recinto del castillo hay un  laberinto de tejos, plantado en 1904. También hay un laberinto de agua, inaugurado en 1999, cuyo objetivo es llegar al centro sin mojarse, mientras que en el parque infantil de aventuras hay un laberinto de torres (actualmente en reconstrucción). Los jardines del castillo contienen una amplia gama de características, que incluyen un jardín de estilo italiano (que incluye helechos), jardines de rosas, un jardín de hierbas y un jardín ornamental o topiario.

## Galería

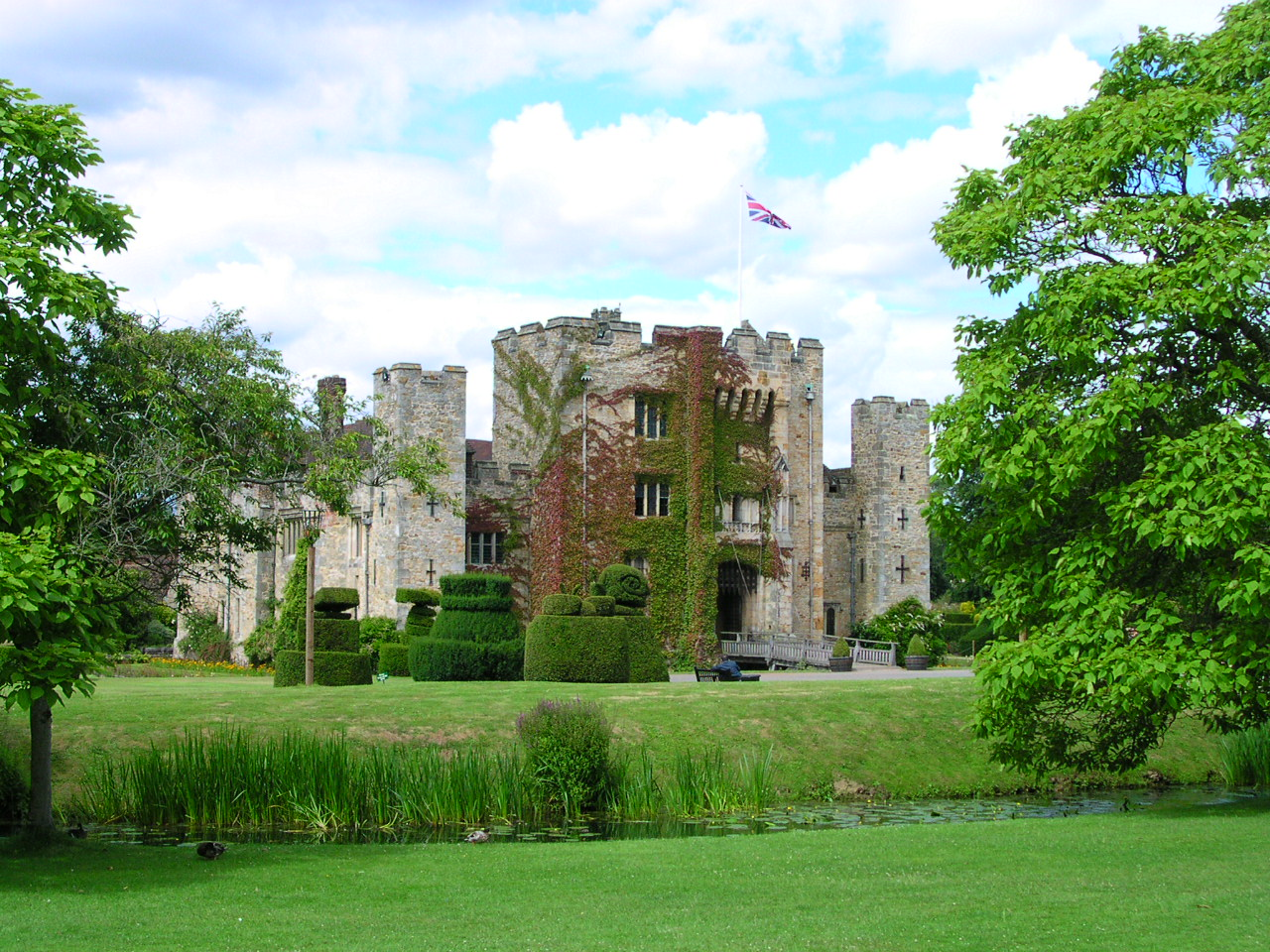
Castillo de Hever
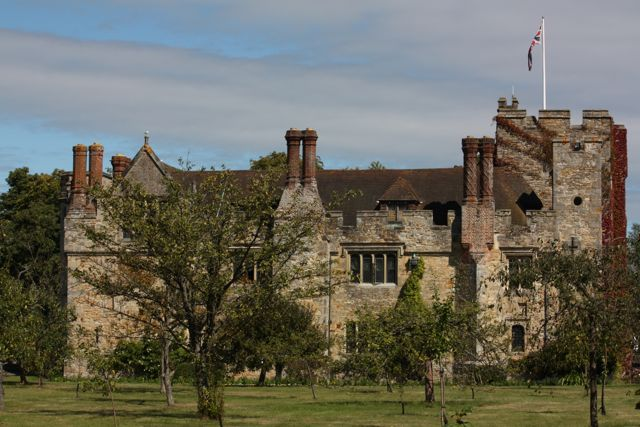
Castillo de Hever-vista lateral
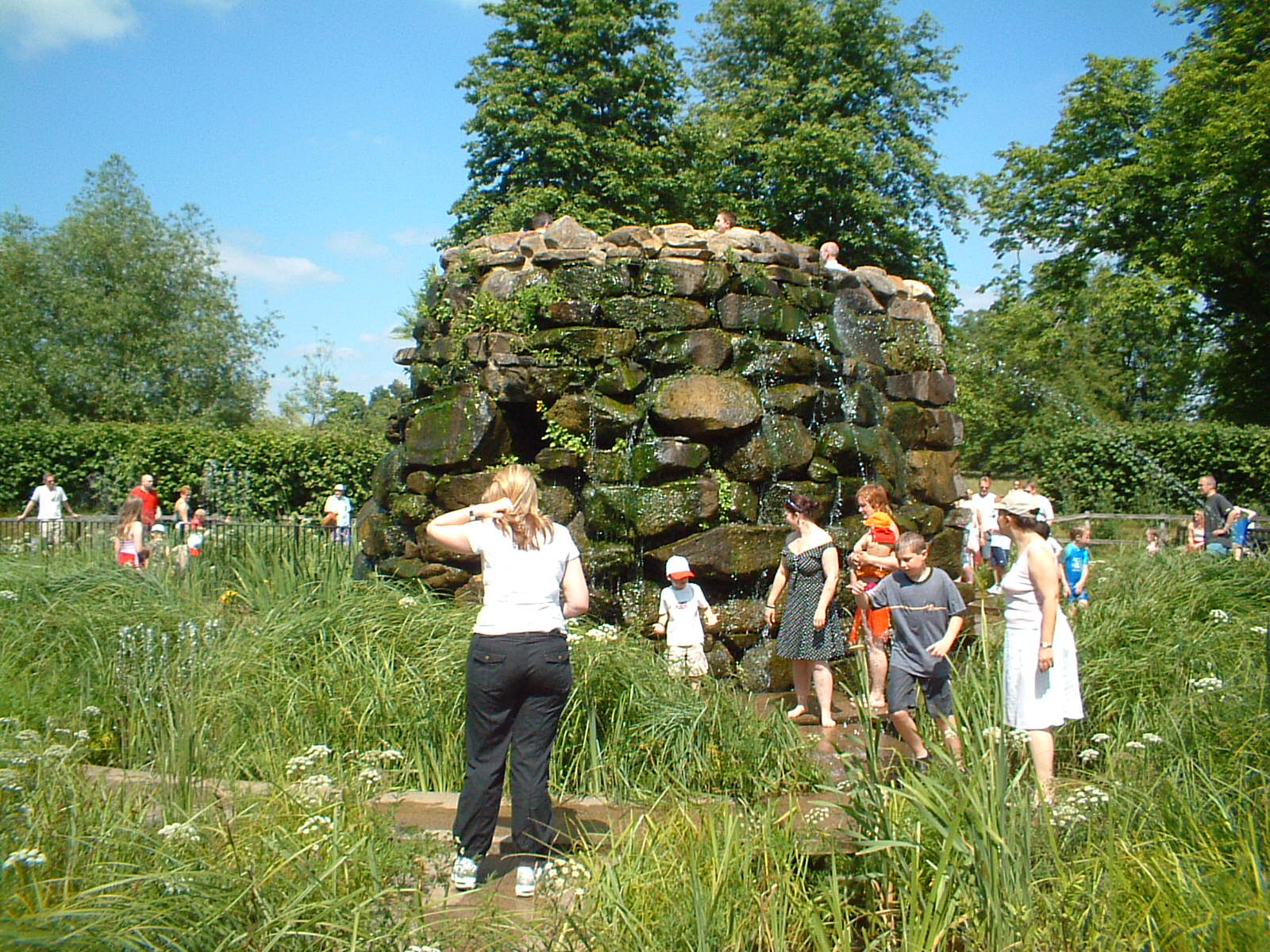
El laberinto de agua
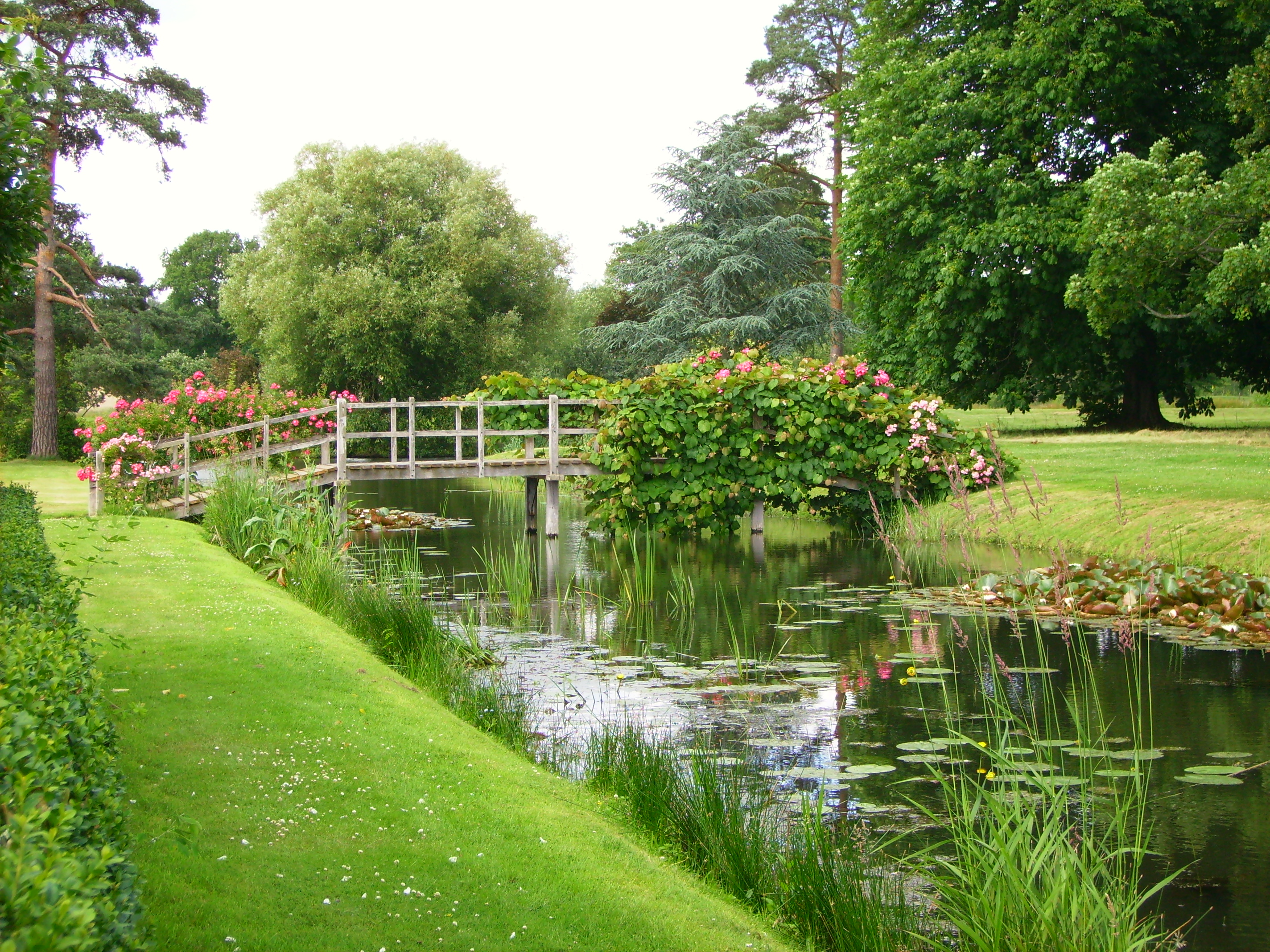
Un puente sobre el foso
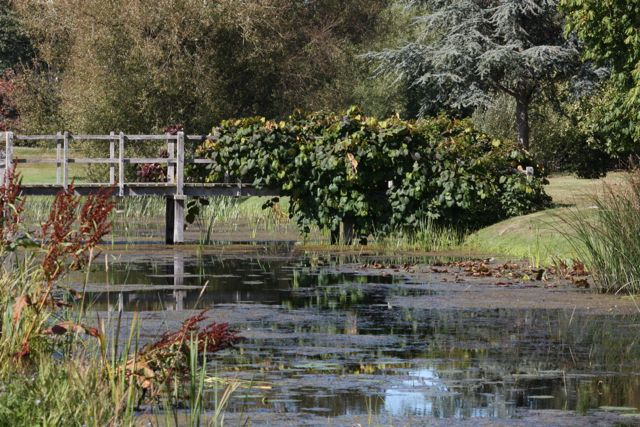
Otra vista del puente sobre el lago-->
Castillo y cabañas-->Castillo y cabañas-->
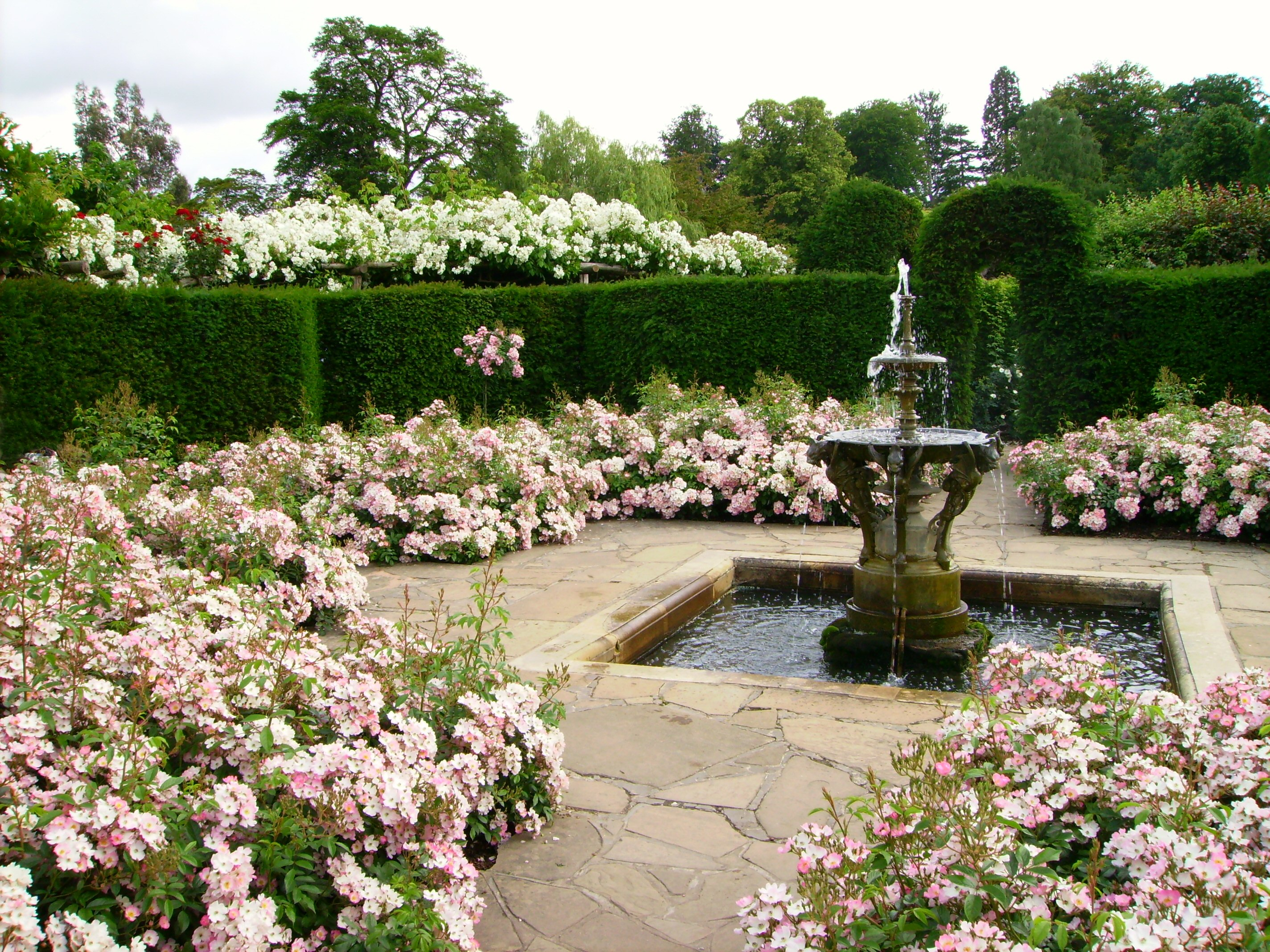
Uno de los jardines de rosas
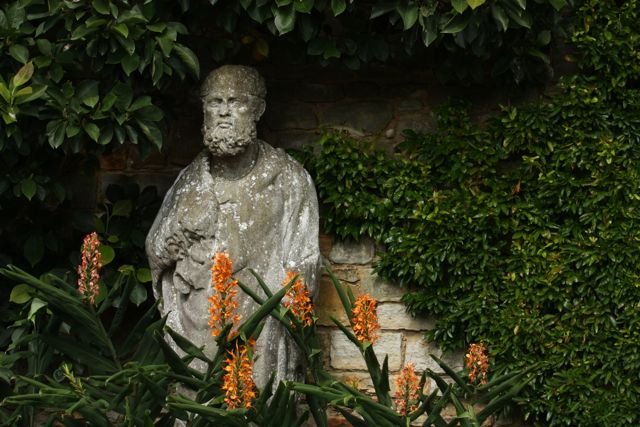
Estatua en los terrenos del castillo
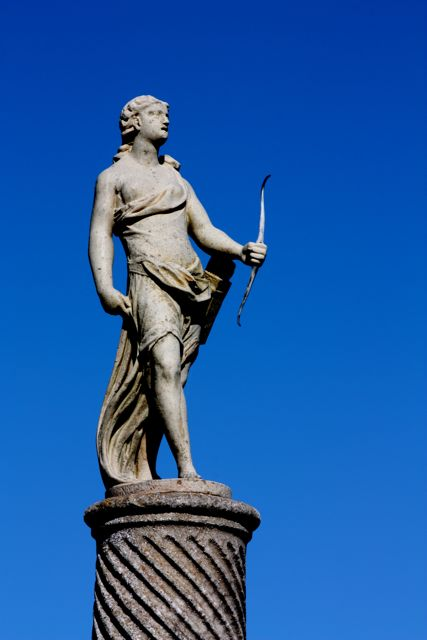
Otra estatua en los terrenos del castillo
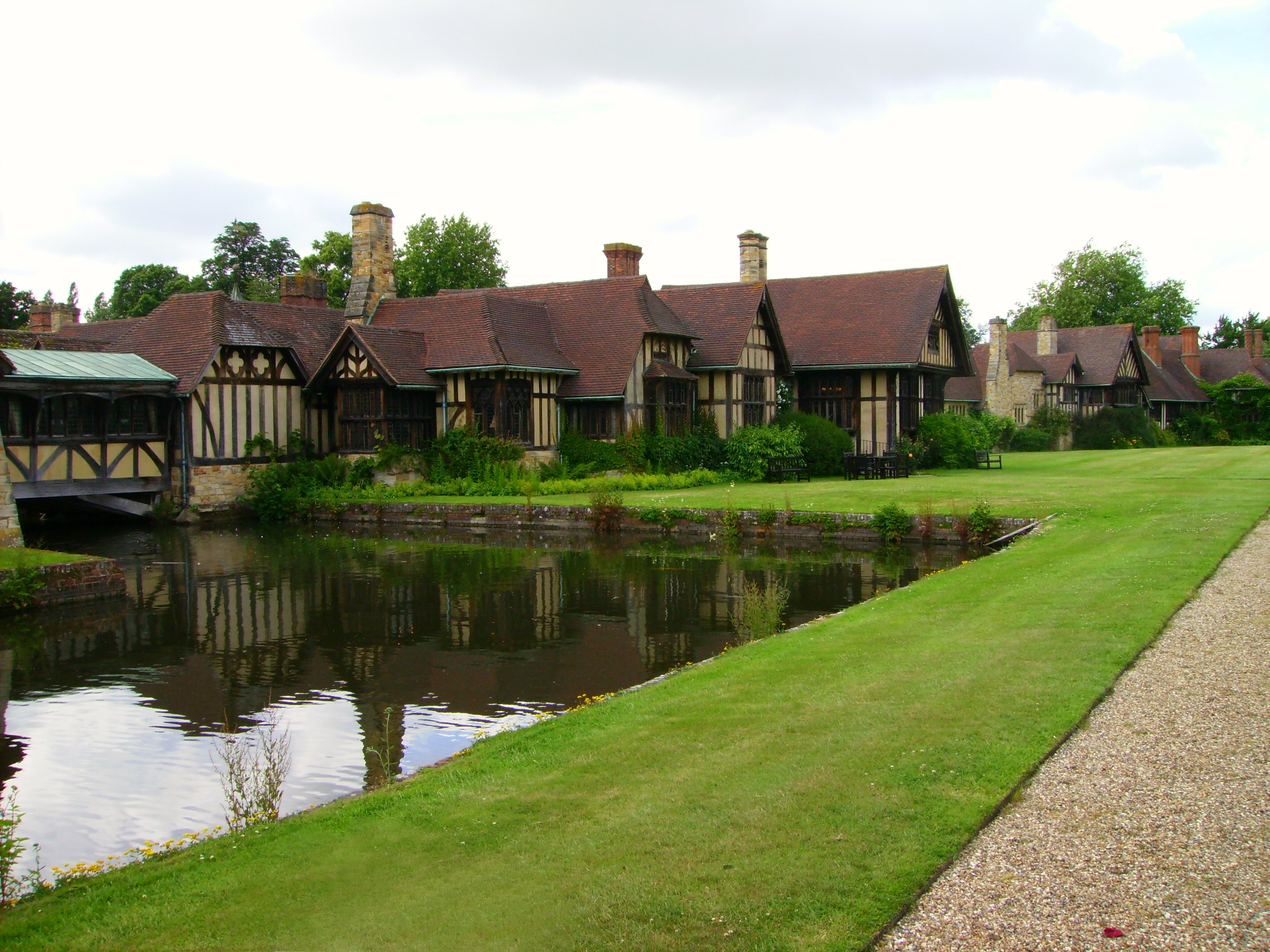
Casas rurales cerca del castillo
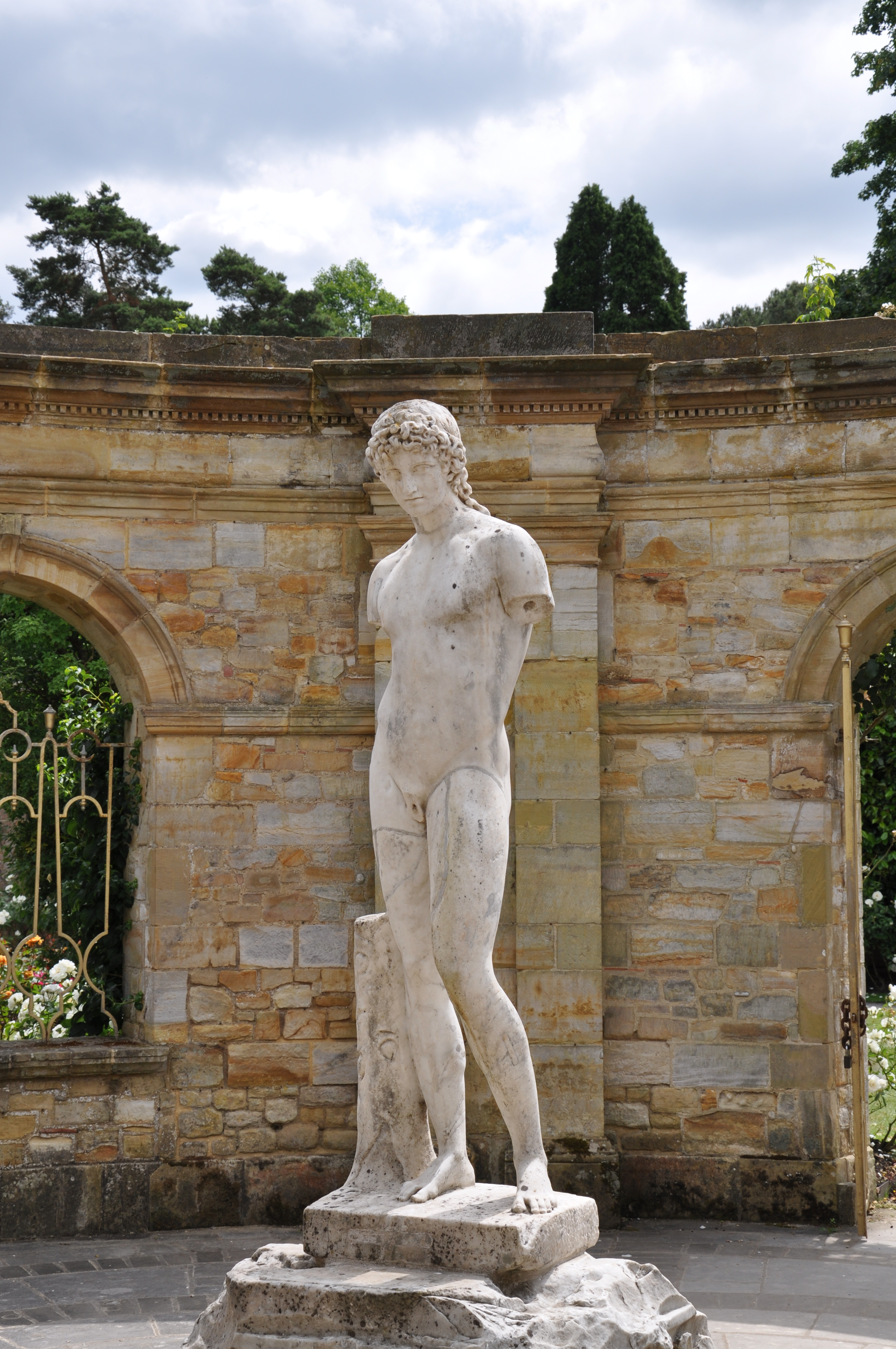
Jardines Italianos
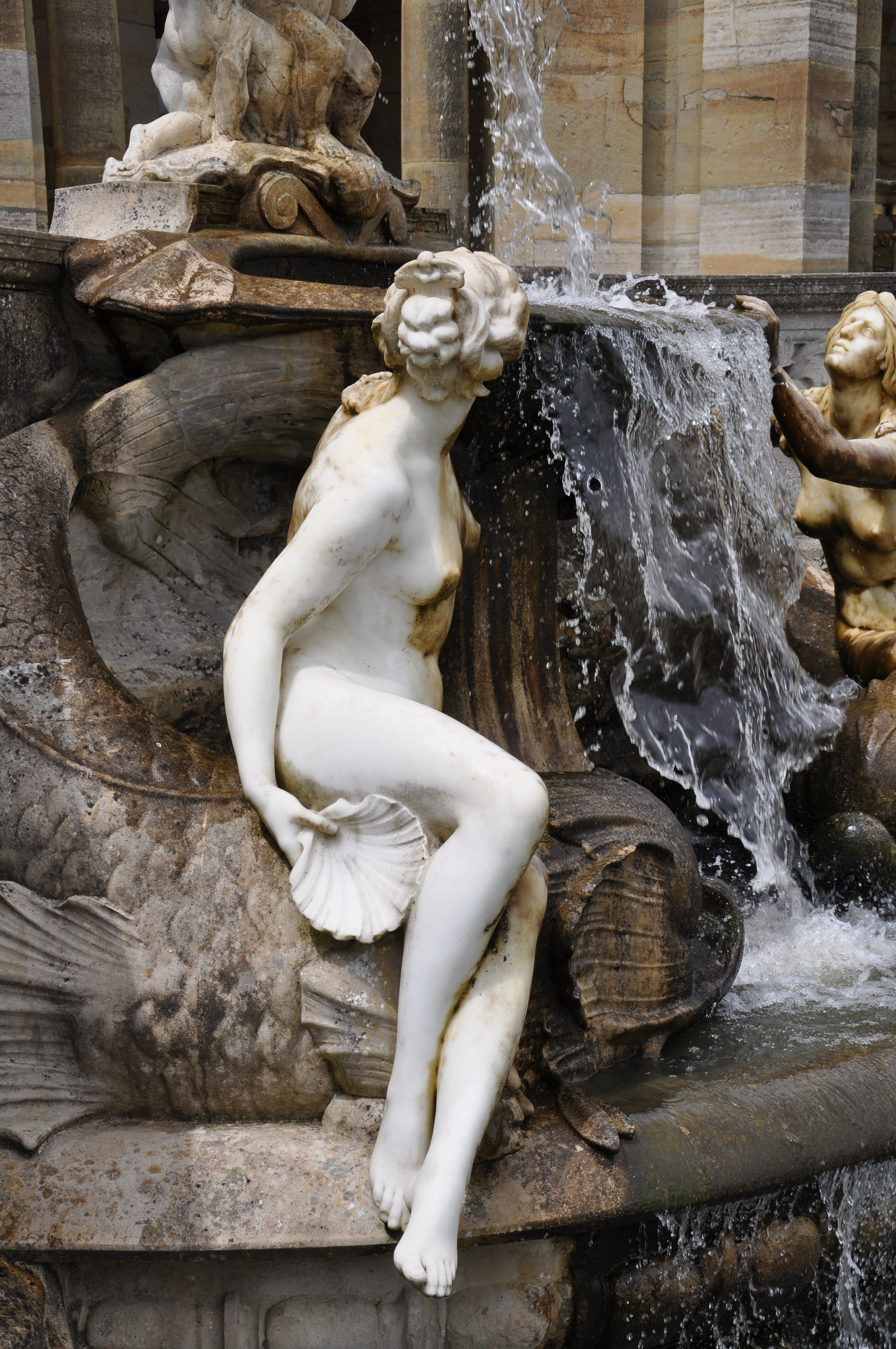
Logia con fuente
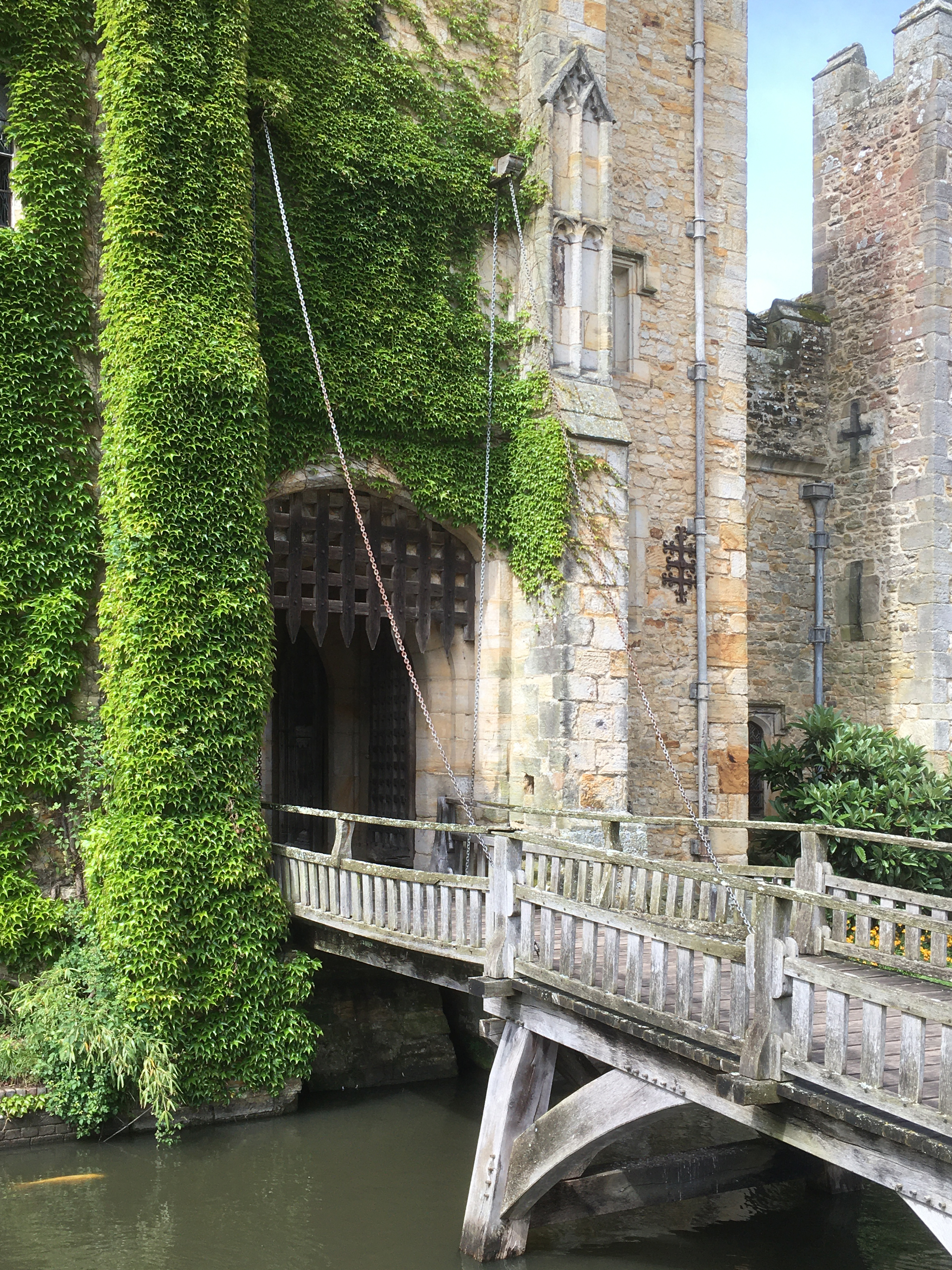
Casa del guarda, puente levadizo y rastrillo